# ロボこみ
『ロボこみ』は、やぎさわ景一による日本のギャグ漫画作品。『週刊少年チャンピオン』（秋田書店）にて連載された。単行本は全4巻。

## 概要
東野高校に転校して数か月、石上勇介は転校先のクラスに溶けこみ、気の許せる友人も何名かできていた。しかし、なかにはどうしても気の許せない女子生徒、否、女性型ロボット、鈴木ロボ子がいた。

## 登場人物
登場人物は基本的には高校2年生のようである。
石上勇介（いしがみ ゆうすけ）
主人公。平凡な高校生だが、どこかおかしい、しかもそれに気がついているのは石上自身だけな女性に好かれるという女難にみまわれている。良くロボ子のミサイルを受ける。学校の成績はあまり良くなく、赤点が多いらしい。また、ロボ子のミサイルなどで負傷・入院することも多く欠席も多い。髪形は通称トリ頭、もしくはタワシ頭。
鈴木ロボ子（すずき ロボこ）
メインヒロイン。髪型はポニーテール。女性型ロボットだが、まわりからは成績優秀、運動神経抜群、さらに器量よしの完璧な人間の美少女としてみられている。ロボットということに気がついているのは石上のみ（ただし、黒井ねこ以外の動物は皆感付くのか、ロボ子を見ると怯える）。石上に好意を持っているが、良く暴走を起こし石上にミサイルの雨を降らせるため、彼は苦手に思っている（さらに不幸なことに彼女はミサイルのことを感知していない）。趣味は編み物で友人曰く「機械の様に速くて正確」。ゴキブリや、ネズミが嫌いで、これらをみると無意識に戦闘形態に入る。水が苦手なので、プールに入れなかったが防水仕様形態を得ることで克服した。歩くときは「どみゅん、どみゅん」という音がする。
坂下めぐみ（さかした めぐみ）
石上の女子クラスメイト。髪型はショートカット。巨人ファン。ロボ子の親友。社交性が高く石上を始め、男子にも友人が多い。4巻で女子野球同好会を作った。父親の坂下耕作はベイスターズファンで大手企業の営業課長にして、野球チームの主将である。
石上邑子（いしがみ ゆうこ）
石上勇介の妹。高校1年生。ツインテール。小柄な見た目に反して、兄を上回るどころか、坂下耕作の野球チームのエースになるほどの怪力の持ち主。また、強烈なブラコンだが、石上勇介自身は気がついていない。なぜか神崎佳澄に対しては逆らえない。
神崎佳澄（かんざき かすみ）
石上の女子クラスメイト。副委員長。几帳面で世話焼きな性格なため、皆から「委員長」と呼ばれている。石上に好意を持っているのだが、ライバル候補で、完璧な女性であるロボ子（あくまで神崎視点）に対してコンプレックスがあるのか、いまいち強くアプローチできない。しかし、石上も彼女に少なからず気があるようである。またその反動からか、2巻35話で偶然強力な媚薬クラスの惚れ薬を飲んでしまった際、体育用具室に石上を連れ込み押し倒し、服を脱いで挑発するという『チャンピオン』誌でも滅多にない暴挙に出たことがある。家は共働きで彼女が弟妹の世話を見ている。
桜木礼子（さくらぎ れいこ）
石上の女子クラスメイト。家は八百屋を経営。さっぱりとしたボーイッシュで気さくな陽的な性格なのだが、なぜか足元が見えず幽霊としか考えようがない。親も同様。幽霊ゆえか本人も無意識のまま壁抜けをよくやり、また物を扱う際は、念動力を使用しているため野球の打率は10割近くを行く。病院や海水浴場では「お仲間」を連れてきてしまい、石上がとんだ被害を受ける事が多い。
天乃織江（あまの おりえ）
高校一年生。レズビアン。占い同好会という名の呪術同好会に所属。飛び降り自殺しようとしていたところを、ロボ子と礼子の説得を受けて取り止め、以後2人を異様なまでに慕っている。反面、彼女達と一緒に居る石上を常に呪ってもいる。しかし一度事情により坂下に女装させられた石上のことを好きになってしまったこともある。
黒井ねこ（くろい ねこ）
石上の女子クラスメイト。服はゴスロリ。外見は幼く、ランドセルを背負う姿は実質小学生である。実は化け猫で、心無い人間の悪戯を石上に助けてもらい、その恩に報いるべく人間に化けて出ている。マタタビ科ゆえかキウイを食べると大人の女性の外見になり、性格も変わる。
朝日奈経（あさひな けい）
石上たちの隣のクラスの女子生徒。新聞部所属で、夢はピューリッツァー賞。日夜ニュースを求めているがあまりないため、捏造報道も多い。
園田真依子（そのだ まいこ）
石上の女子クラスメイト。ショートカット。水泳部所属で、水泳の技能と自身のスタイルの良さを誇りにしている、自信家でナルシスト。同じクラスのキレイ所であるロボ子にライバル心を持っており彼女によくつっかかるが、ロボットであることには気がついていないので、（読者および石上視点で）無茶な勝負を仕掛けてしまい、自分が大損することが多い。
念藤彩子（ねんどう さいこ）
石上の女子クラスメイト。クセ毛な長髪。自称超能力者。石上だけが、それが嘘であることに気がついている。
緒方由利子（おがた ゆりこ）
石上の家の隣の家に引っ越してきた、石上の小学一年生の時の女子クラスメイトであり幼馴染。石上とは違い北野高校に通っている。石上にベタボレで、子供時代ほぼ強引に作らせた結婚の約束をした血判状を、後生大事に持ち歩くほど。だがその正体は「砂漠の稲妻」の二つ名を持つ、世界中の紛争地域を飛び回る凄腕の傭兵であり、常に無数の敵から命を狙われている。そのため、日夜（街中で）血で血を洗う銃撃戦を繰り広げている。
パピプ星人（ぱぴぷせいじん）
地球より遥かに科学の進んだパピプ星から、地球侵略の為に訪れた宇宙人。外見は大きな眼鏡をかけたロングヘアの女性。他の人間の行動を自在に操る事のできるリモコンで、自分の家の門限を守りつつ地球侵略を狙うが、パピプ星人本人が明らかにアホな為、大事には至っていない。その後、地球侵略の第一段階として、まず日本の石上の住む街の東野高校の2-Dを征服するため、石上のクラスに転入する。
秋野先生（あきのせんせい）
2-Dの担任の女性数学教師。ソフトボール部の顧問でもある。貧乳。生徒に対しては毅然とした態度で接しているが、いい加減で注意力散漫なところがあり、そのせいで損をすることも多い。
大岡裁樹（おおおか さばき）
石上たちのクラスの男子学級委員長。仕切り屋気質。野球が上手い。
斉藤（さいとう）
石上の男子クラスメイト。細目。
悪井（わるい）
3年の不良。
墓地野冥子（ぼちの めいこ）
テレビ番組にも出演しているインチキ霊能者。東野高校に突然現れたり、心霊写真の鑑定を行ったりと仕事は多いが、やることなすこと全てが的外れである。
電波強盗（仮称）（でんぱごうとう）
異常な妄想に取りつかれ、自らを逃亡者と名乗り、世間に自分の妄想を伝える為に様々な犯罪を犯す、いわゆる電波系の人。が、彼の機械人の侵略という妄想は、日ごろロボ子に悩まされる石上の共感を得る。その後、パピプ星人という宇宙人が地球侵略をしてくるという妄想に至り、再び石上達を巻き込んで犯罪を犯したが、石上がまだパピプ星人に遭遇する前の話であった為、共感を得る事は出来なかった。なお、彼もロボ子がロボットである事を見抜く事が出来ていないため、ただの妄想が偶然事実と一致しているだけであると思われる。帽子に大きなマスクというあからさまに怪しい格好をしているが、帽子は若ハゲを隠すため、マスクは花粉症対策のための物らしい。この仮称は再会時に石上が彼に対して言った台詞より。
死神（しにがみ）
元々は同作者の読み切り「死神デス」のキャラクター。「ロボこみ」単行本のおまけ「ロボこみVS死神デス」等にゲスト出演。姿は大鎌を持ったコスプレ女性。髪型はみつあみに大きな2本のアホ毛が立っている。ですます口調で、口癖は「〜デス」。大きな翼の生えたコスチュームは骸骨のマスクに変形する。現世の魂を回収し、あの世に送り迎えるお迎え係であり、幽霊一家である桜木一家を成仏させようと付けねらうが、自分が死んでいることに気付いていない桜木礼子にいつもうやむやの内に追い返されている。